# Peperomia serpens
Peperomia serpens är en pepparväxtart som först beskrevs av Olof Swartz, och fick sitt nu gällande namn av John Claudius Loudon. Peperomia serpens ingår i släktet peperomior, och familjen pepparväxter. Inga underarter finns listade i Catalogue of Life.